# Aronimink Golf Club
De Aronimink Golf Club bevindt zich in Newtown Square in de Amerikaanse staat Pennsylvania.
De club werd in 1896 opgericht door de Belmont Golf Association als onderdeel van de Belmont Cricket Club. In 1900 werd de golfclub afgesplitst en kreeg deze de naam Aronimink Golf Club. Vanaf 1913 speelde de club op Drexel Hill en in 1926 verhuisde de club naar de huidige locatie. De baan is een ontwerp van de Schot Donald Ross.

## Nationale toernooien
- 1962: US PGA Championship, gewonnen door Gary Player
- 1997: US Junior Amateur Championship, gewonnen door Jason Allred
- 2003: US Senior PGA Championship, gewonnen door John Jacobs[1]
- 2010: Quicken Loans National, gewonnen door Justin Rose
- 2011: Quicken Loans National, gewonnen door Nick Watney
- 2018: BMW Championship